# ノルウェー・エアシャトル
ノルウェー・エアシャトル（英語: Norwegian Air Shuttle ASA）、またはノルウェイジアン（英語: Norwegian）は、ノルウェーの格安航空会社。
スカンディナヴィア地域においてはスカンジナビア航空に次ぐ第2位の規模を誇る。また、ヨーロッパにおいてはウィズエアー、イージージェット、ライアンエアと並ぶ大手の格安航空会社でもある。
航空券の座席予約システム（CRS）は、アマデウスITグループが運営するアマデウスを利用している。

## 歴史
- 1993年1月22日に設立された。Busy Beeという航空会社の地域航空路線を引き継いだ。
- 2003年、フォッカー50を退役させ、ボーイング737-300に機材を統一[4]。
- 2007年、フィンエアーの子会社だったスウェーデンの格安航空会社フライ・ノルディック（英語版）を買収し、合併した。また、フライ・ノルディックのマクドネル・ダグラスMD-80シリーズ8機を移管して運用した[5]。
- 2007年8月30日、ボーイング737-800型機42機を発注した[6]。
- 2009年、元フライ・ノルディックのMD-80シリーズを退役させた。
- 2009年10月、それまでは短距離路線のみ運行していたが、オスロからニューヨーク、バンコクへの大陸間長距離路線を開設する意向を発表した[7]。
- 2010年11月8日、長距離路線向けに、ボーイング787型機2機をリース導入することを発表した。
- 2012年1月25日、ボーイング737-800型22機、ボーイング737 MAX 8型100機、エアバスA320neo型100機の、ヨーロッパの航空会社史上最大規模となる大型発注を行った[8]。
- 2017年4月20日、ボーイング787を使用して、ロンドン・ガトウィック空港-シンガポール間に就航。
- 急速な成長による収益性低下を受け、2019年1月に、ボーイング737の乗務員拠点を複数閉鎖し、また、発注していたエアバスA320neoのほぼ全機の注文をキャンセルした[9][10]。
- 2020年3月16日、新型コロナウイルスの感染拡大により、運航便数を約85％削減した[11]。
- 2020年11月18日、アイルランドの裁判所において破産保護を申請し、事実上の経営破綻した[12]。
- 2021年5月18日、長距離路線用のボーイング787型機をすべて退役させ、ボーイング737-800型機を中心に短距離路線を主体に運営する再建計画がアイルランドとオスロ裁判所で承認された[13]。
- 2022年3月、コールサインをNORDICに変更した。
- 2022年5月、ボーイング737 MAX 8型機50機を購入する計画を発表した。
- 2023年、ノルウェー最大の地域航空会社であるヴィデロー航空を11億2,500万クローネで買収する意向を発表した。買収は2024年1月に完了した。
- 2023年10月、ヨーロッパで最も定時運航を達成した航空会社となった。Ciriumは、定時運航率を86.10%と発表した。

## グループ会社
- ノルウェージャン・ロング・ホウル（英語版） - 長距離国際線を運航。2021年に消滅。
- ノルウェージャン・エア UK（英語版） - ロンドン・ガトウィック空港を拠点に長距離国際線を運航。2021年に消滅。
- ノルウェージャン・エア・インターナショナル（英語版） - アイルランドに本社を置いていた。2021年に消滅。
- ノルウェージャン・エア・アルゼンティナ（英語版） - 2020年に消滅。
- ノルウェージャン・エア・スウェーデン（英語版）

## 保有機材

### 運航機材
| 機種               | 保有数 | 発注数 | 座席数 |
| ------------------ | ------ | ------ | ------ |
| ボーイング737-800  | 37     |        | 186    |
| ボーイング737-800  | 37     | 189    |        |
| ボーイング737MAX-8 | 6      | 94     | 189    |
| 合計               | 43     | 194    |        |

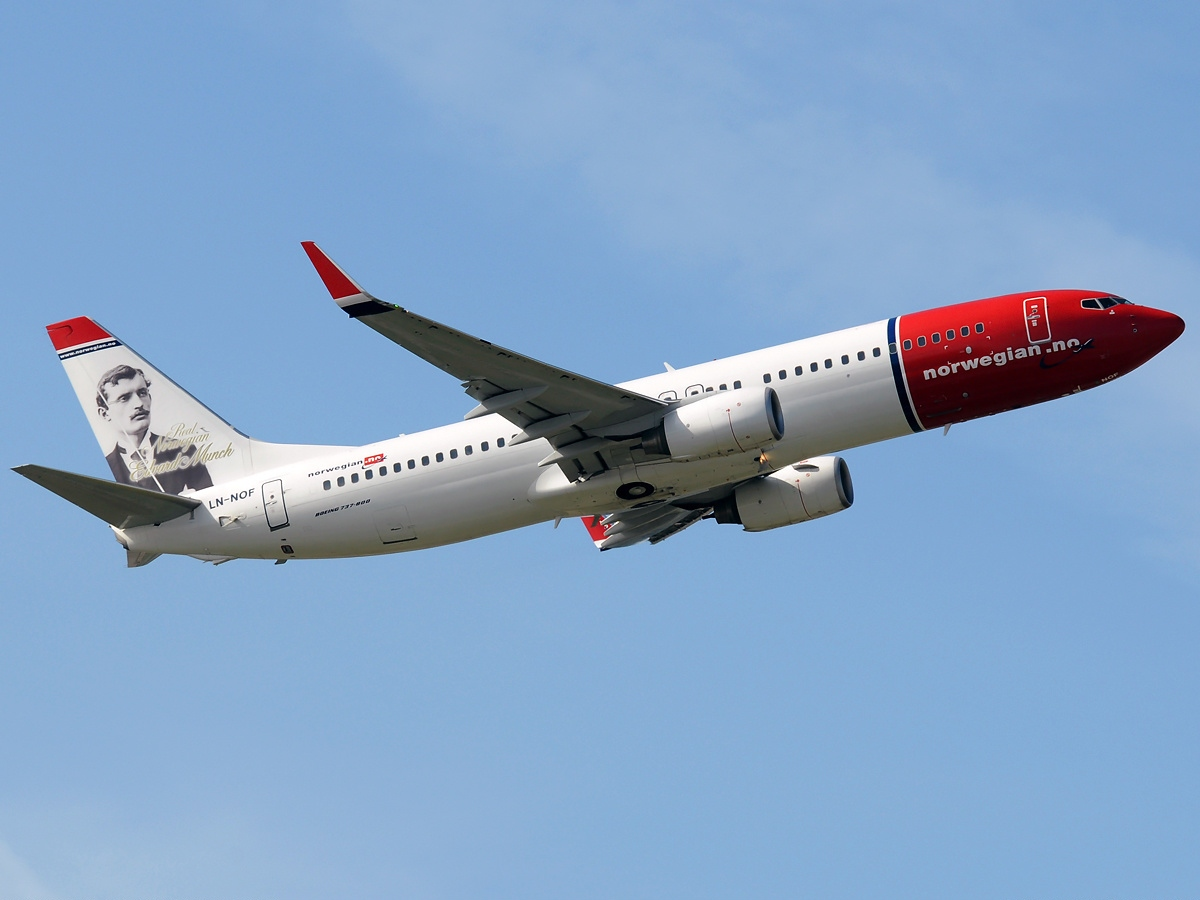
ボーイング737-800
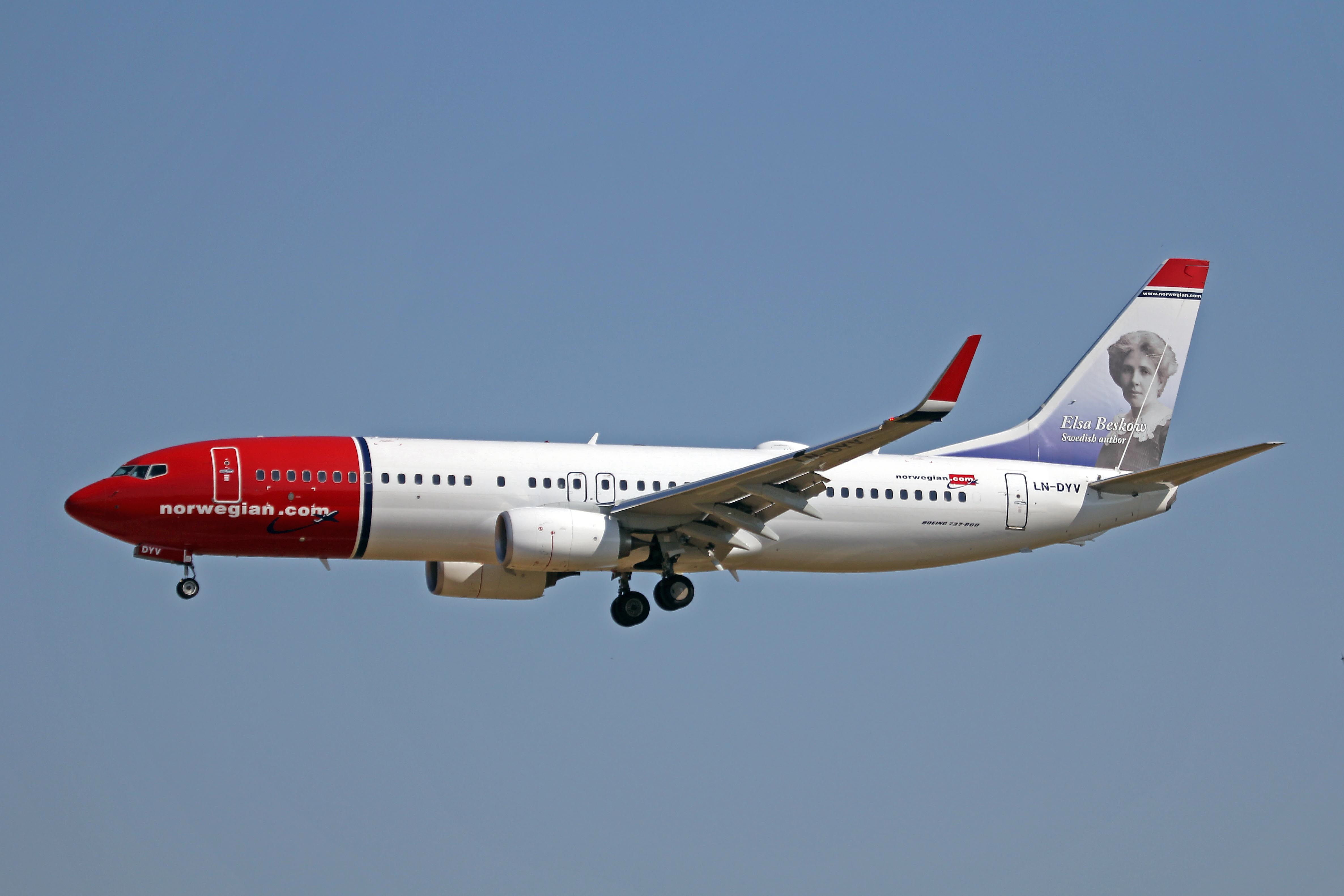
ボーイング737 8JP
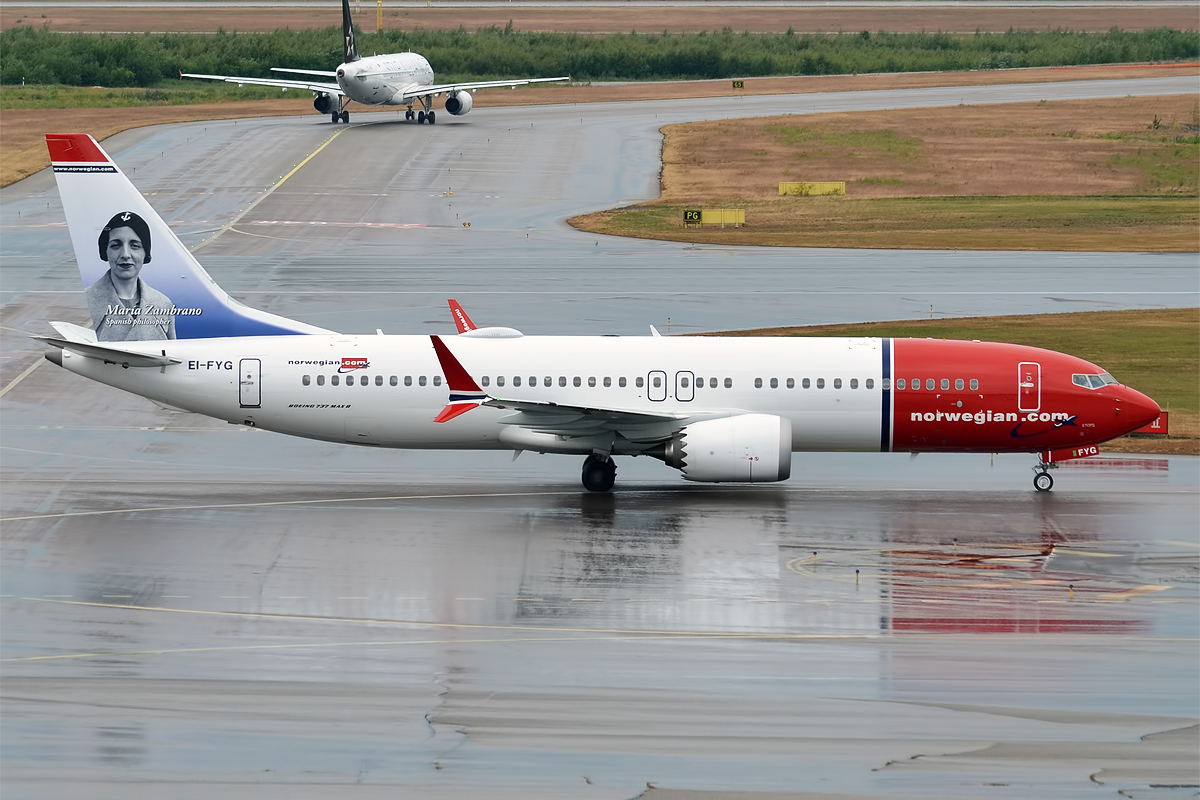
ボーイング737 MAX 8
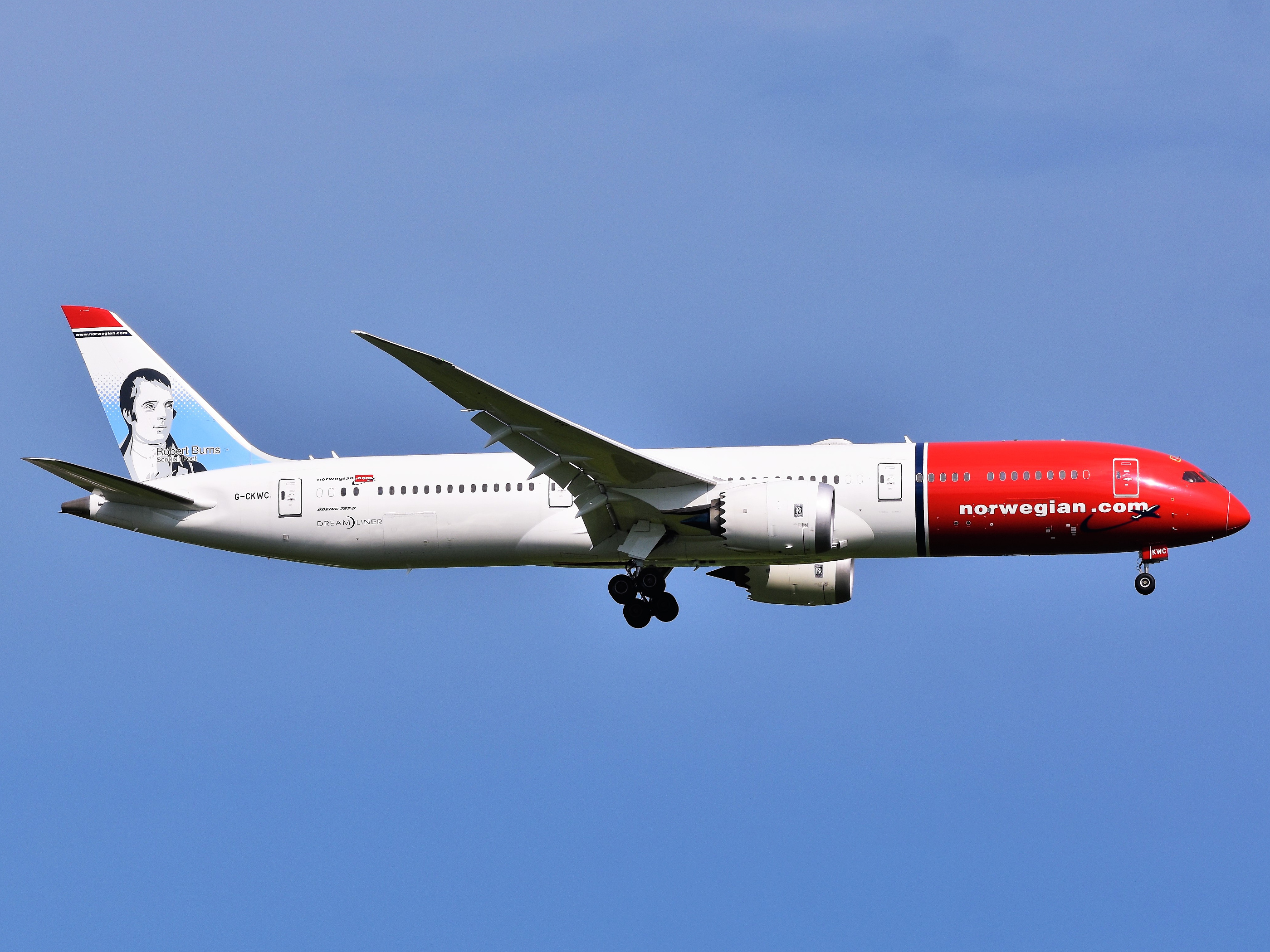
ボーイング787-9

### 塗装
機体塗装は、 ノルウェー国旗をイメージした塗装になっており、白をベースに、機首を赤く塗装している。垂直尾翼においては、先端が赤く塗装され、その下には北欧諸国の歴史的な著名人の肖像を描いている機体も多い。

## サービス
3-3の配置で、全席がエコノミーのワンクラス制となっている。機内エンターテイメント、個人用デバイスにストリーミング可能なビデオオンデマンド、WiFiアクセスを提供している。 
また、格安航空会社の業態を取っていることもあり、機内食有料、事前座席指定有料、受託手荷物有料、着陸直前に機内清掃のためゴミ収集をするなどサービスの徹底効率化を図っている。

### マイレージ
マイレージサービスとして「NorwegianReward」を運営している。2013年までは、ノルウェーの最大手航空会社であるスカンジナビア航空同様、同国政府の命令により国内線搭乗に対するポイントの付与は実施していなかった。

## 事故・トラブル
- 2018年12月14日、イラン上空を飛行中のボーイング737 MAX-8型機において、技術的な故障が発生し、イランのシーラーズ国際空港に緊急着陸した。ただし、ボーイングの所在国でもあるアメリカがイランに禁輸措置をとっていたため、航空機の修理に必要な部品がイランでは入手できず、最終的に、2019年2月22日まで約70日間、機体はイランから飛行できなかった。